# ドロシー・ディレイ
ドロシー・ディレイ（Dorothy Delay、1917年3月31日 - 2002年3月24日）は、アメリカ合衆国のヴァイオリン教師。
使用ヴァイオリンは、ジョヴァンニ・バッティスタ・グァダニーニ「ドロシー・ディレイ」。1969年に入手後、生涯愛用した。

## 経歴
アメリカ合衆国カンザス州メディスンロッジ出身。自身も優秀なヴァイオリニストであったが、イヴァン・ガラミアンのアシスタントを経て教師に転向。ジュリアード音楽院でヴァイオリンを教えた。彼女の門下生には優秀なヴァイオリニストが多い。
ジュリアード以外にサラ・ローレンス大学、ニューイングランド音楽院（New England Conservatory of Music）などでも教えた。
2002年、ニューヨークにて死去。

## 主な門下生
- イツァーク・パールマン
- ナイジェル・ケネディ
- シュロモ・ミンツ
- チョーリャン・リン
- ナージャ・サレルノ＝ソネンバーグ
- ロバート・マクダフィー
- マーク・カプラン
- レイチェル・リー
- アン・アキコ・マイヤース
- 竹澤恭子
- チー・ユン
- クリスティアン・アルテンブルガー
- ミシャ・キーリン
- ギル・シャハム
- 五嶋みどり
- 諏訪内晶子
- 田野倉雅秋
- 佐藤俊介
- 川久保賜紀
- サラ・チャン
- チン・キム
- 神尾真由子
- カテリーナ・マヌーキアン
- 呂思清